# トレッサ横浜

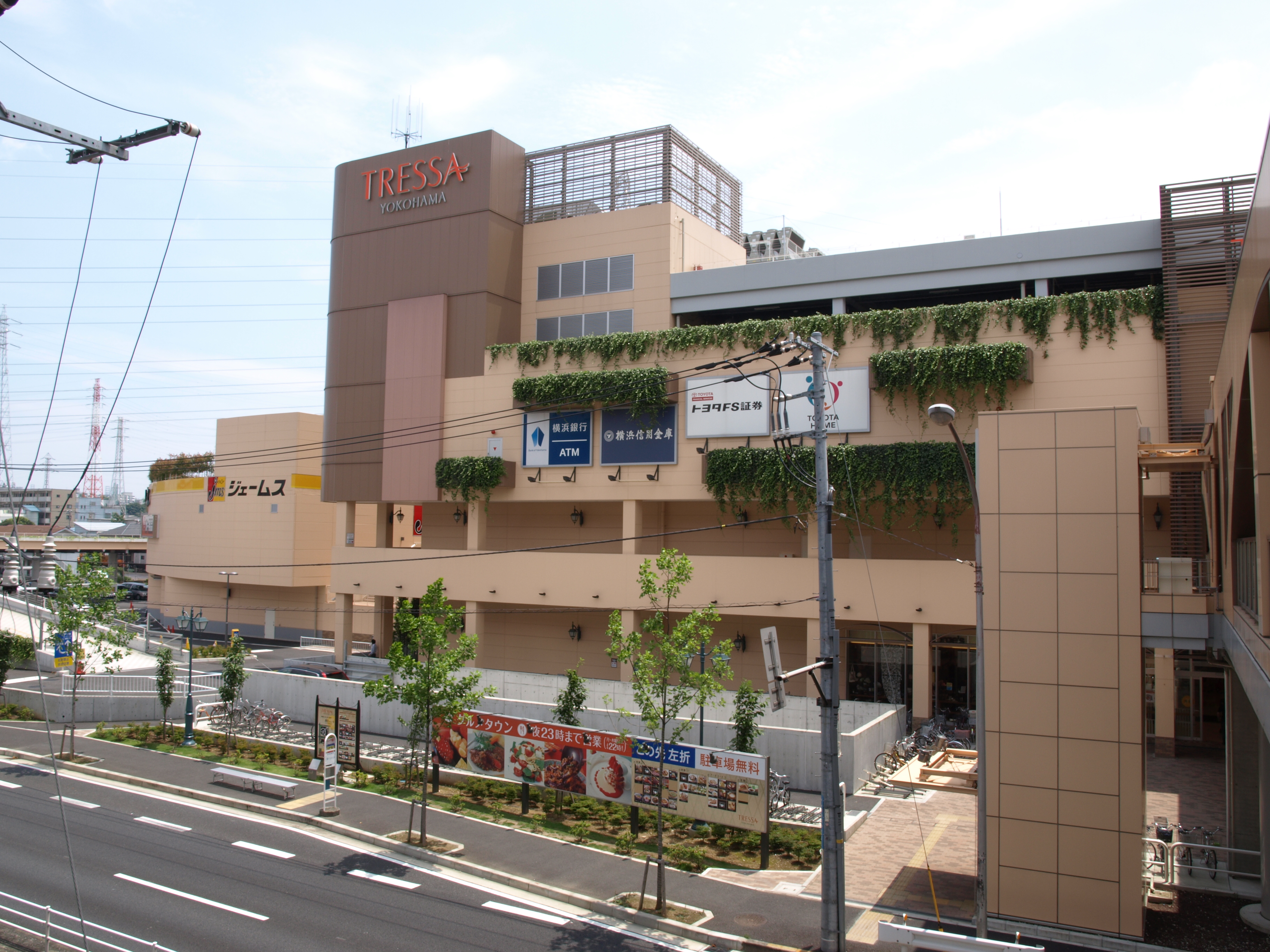
南棟

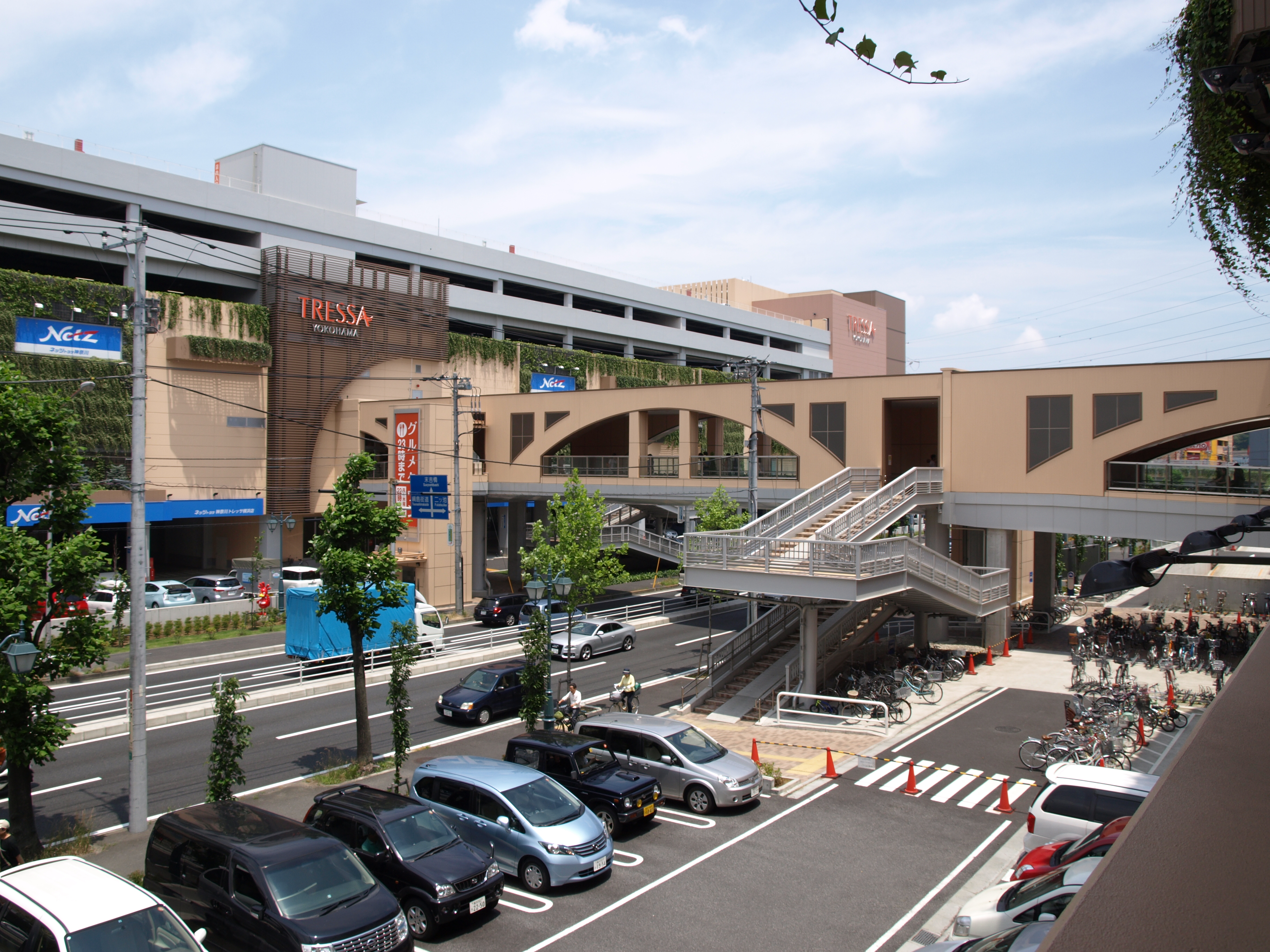
リヨンブリッジ

トレッサ横浜（トレッサよこはま）は、神奈川県横浜市港北区師岡町700番地に所在し、株式会社トヨタオートモールクリエイトが開発・運営する複合型商業施設である。
当地はトヨタテクノクラフトの工場とトヨタグループの物流拠点の跡地で、広大な更地が広がっていた。北棟が2007年（平成19年）12月5日、南棟が2008年（平成20年）3月27日に、それぞれ開業した。
来場者総計が2015年11月に1億人、2019年5月に1億5千万人となった。

## 解説
トレッサ横浜は北棟と南棟の2棟があり、合わせて220店のテナントが入居している。
北棟は、横浜市の姉妹都市であるフランス・ローヌ＝アルプ地域圏の首府、リヨン市旧市街の街並みが再現されている。とくにライオン像、レリーフ、だまし絵、マンホールはすべてリヨンで特注したものである。
トヨタグループの施設であることから、北棟1・2階にはトヨタ系列の各自動車ディーラーが入居しており、店内では実車も展示されている。また、トヨタファイナンスが推進するポストペイ型電子マネーの一つであるQUICPayが多くの店舗で利用可能となっている。
北棟と南棟は環状2号線を挟んで立地してリヨンブリッジで連絡している。無料駐車場も北棟側と南棟側にそれぞれ立地する。総駐車可能台数は2,700台。
土曜日・日曜日などは集客目的にイベントなどが度々実施される。

### 受賞歴
- 2012年5月 第14回繊研新聞主催′′テナントが選んだデベロッパー大賞′′ES賞初受賞
- 2013年5月 第15回繊研新聞主催′′テナントが選んだデベロッパー大賞′′ES賞受賞
- 2014年5月 第16回繊研新聞主催′′テナントが選んだデベロッパー大賞′′ES賞受賞
- 2016年5月 第18回繊研新聞主催′′テナントが選んだデベロッパー大賞′′ES賞受賞
- 2017年5月 第19回繊研新聞主催′′テナントが選んだデベロッパー大賞′′CS賞初受賞
- 第5回日本SC協会主催地域貢献大賞受賞（倉橋良雄賞）
- 2018年5月 第20回繊研新聞主催′′テナントが選んだデベロッパー大賞′′ES賞受賞
- 2019年5月 第21回繊研新聞主催′′テナントが選んだデベロッパー大賞′′ES賞受賞
- 2020年5月 第22回繊研新聞主催′′テナントが選んだデベロッパー大賞′′ES賞受賞

「地域貢献大賞」は、2007年12月開業以来、「お客様に役立つモノ、コトを細部にわたり追及していく」ことを基本コンセプトに、地域と一緒になって、地域社会へ貢献活動を推進したことが評価され、約3,000のショッピングセンターの中から選出された。

## 主なテナント
出店テナント全店の一覧・詳細については公式サイト「ショップガイド」を、営業時間については公式サイト「フロアガイド」を参照。

### 北棟1階・2階
- トヨタモビリティ神奈川（神奈川トヨタ自動車）
  - 旧神奈川トヨタ自動車
  - 旧トヨタカローラ横浜
  - 旧ネッツトヨタ横浜
- ウエインズトヨタ神奈川
  - 旧横浜トヨペット
  - 旧トヨタカローラ神奈川
  - 旧ネッツトヨタ神奈川
- GRガレージ（ウエインズトヨタ神奈川）
- 神奈川ダイハツ

### 北棟1階
- ヴィクトリアゴルフ

### 北棟2階
- 有隣堂
- エルブレス
- L.L.Bean
- エディー・バウアー
- スターバックス
- GU
- ほけんの窓口
- スタジオアリス
- ATM(セブン銀行）

### 北棟3階
- スーパースポーツゼビオ
- UNIQLO
- Right-on
- ABC-MART

### 北棟4階 - 7階
- セントラルウェルネスクラブ（フィットネス）

### 南棟1階
- 三和
- マツモトキヨシ
- おかしのまちおか
- DHC 直営店
- タミヤプラモデルファクトリー
- ポポンデッタ
- 新宿さぼてん
- トイザらス
- カメラのキタムラ
- キーパーラボ
- サイクルベースあさひ
- サーティワンアイスクリーム
- 銀座コージーコーナー
- カルディコーヒーファーム
- フードコート
- クリニックモール
- チャンスセンター
- ATM(セブン銀行・三菱UFJ銀行・横浜銀行・横浜信用金庫）
- 郵便局

### 南棟2階
- ロフト
- 無印良品
- ステップ
- WEGO
- JINS
- 西松屋
- グルメタウン（レストラン街）
- ATM(セブン銀行）

### 南棟3階
- ノジマ
- ニトリ デコホーム
- ヴィレッジヴァンガード
- 和真メガネ
- Seria Color the days
- 横浜市師岡コミュニティハウス
- ナムコ

## アクセス
トヨタオートモールクリエイトの発表によると、来店者の66%は自家用車での来店となっており、公共交通機関の利用者は少ない。

### 自動車
環状2号に面した北棟と南棟の両側に駐車場がある。
- 北棟：1,300台
- 南棟：1,400台

### 路線バス
施設近傍には、トレッサ横浜停留所（環状2号線沿い）、トレッサ横浜前停留所（南棟側）、明治横浜研究所前停留所（北棟側）がある。
- 綱島駅より、川崎鶴見臨港バス鶴03、綱23系統、東急バス日93系統
- 鶴見駅より、川崎鶴見臨港バス鶴02、鶴03、横浜市営バス104系統
- 新横浜駅より、川崎鶴見臨港バス鶴02、綱23系統、横浜市営バス104系統
- 日吉駅より、東急バス日93系統

### 徒歩
- 大倉山駅より徒歩約20分（約1.8km）[4]